# داني ليفي (لاعب دوري الرغبي)
داني ليفي (بالإنجليزية: Danny Levi)‏ هو لاعب دوري الرغبي نيوزيلندي، ولد في 5 ديسمبر 1995 في ويلينغتون في نيوزيلندا.